# (2938) Hopi
(2938) Hopi (1980 LB) ist ein ungefähr 19 Kilometer großer Asteroid des äußeren Hauptgürtels, der am 14. Juni 1980 vom US-amerikanischen Astronomen Edward L. G. Bowell am Lowell-Observatorium, Anderson Mesa Station (Anderson Mesa) in der Nähe von Flagstaff, Arizona (IAU-Code 688) entdeckt wurde.

## Benennung
(2938) Hopi wurde nach den Hopi, einem Indianerstamm der Pueblo-Kultur, benannt. Seit nahezu tausend Jahren leben sie im Nordosten Arizonas. Das kulturelle Erbe der Hopi umfasst ihre aufwändigen Zeremonien, insbesondere den Kachina- und Schlangentänzen, sowie ihr unverwechselbares Kunsthandwerk.